# One (Crown City Rockers)
One è il primo album in studio del gruppo musicale statunitense Crown City Rockers, pubblicato nel 2001 dalla Insiduos Urban Records.

## Tracce
1. Intro
2. Contagious
3. Homework Pt. 1 (feat. JBL & Etch 1)
4. Rockin' It
5. 59 Pontiac
6. Disturbing Behavior
7. Now I Shine (feat. Ruby)
8. Homework Pt. 2
9. Mission:2
10. Hands Up (feat. Jah-Sun & Igro)
11. Chocolate Milk & Apricots
12. Transit
13. More Than You Know
14. Last Night
15. Homework Pt. 3
16. BS II MF (Actual Proof Remix)
17. It's The